# Велике Садове
Вели́ке Садо́ве (до 1948 року — Таш-Басти́, крим. Taş Bastı) — село в Україні, у Бахчисарайському районі Автономної Республіки Крим. Розташоване на півдні району. Історична назва села Таш-Басти означає в перекладі з кримськотатарського «камінь придавив» (крим. taş — камінь; basmaq — давити, жати, натискати; bastı — натиснув, придавив, притиснув, натиснув).

## Географія

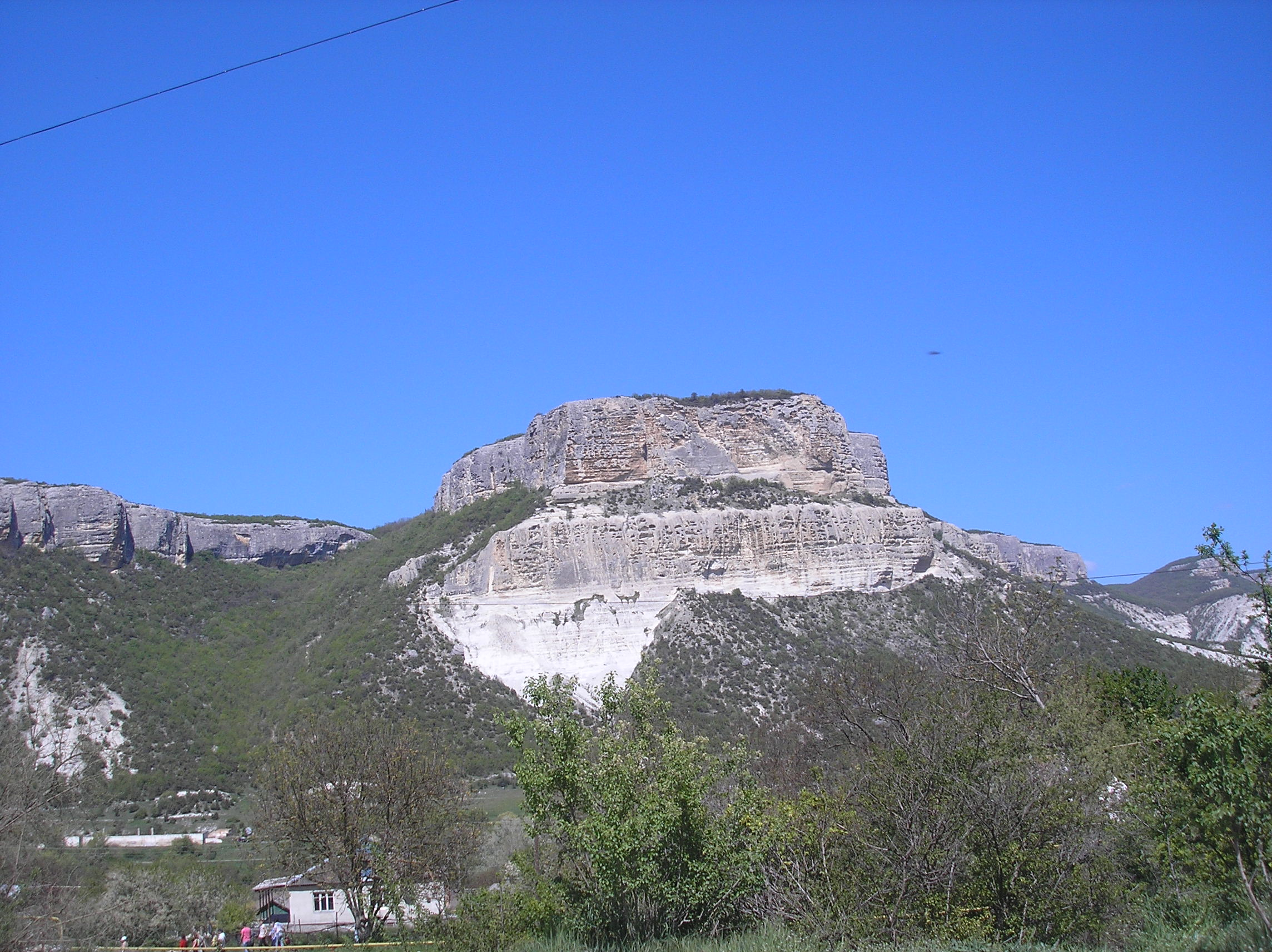
Вид із села

Село розташоване в центрі району, на початку Другого пасма Кримських гір, на лівому березі річки Бельбек, у початку Бельбекського каньйону, з 1975 року — пам'ятки природи загальнодержавного значення. Над селом, на скельному мисі Куле-Бурун — руїни Сюйренської фортеці.
Велике Садове розташоване за 3 кілометри від «столиці» Бельбекської долини селища Албат, до Бахчисараю трохи більше 15 км, найближча залізнична станція — Сирень за 10 кілометрів. Найближче село — Мале Садове — за 300 м на іншому березі Бельбека.

## Історія
Судячи з назви, що зберегло історію про якийсь обвал, що зруйнував село, Таш-Басти існували дуже давно, що природно для поселення біля підніжжя середньовічної фортеці поряд зі зруйнованим ще в XV столітті «печерним» монастирем. Але документальних свідчень про село в часи Кримського ханства доки не знайдене (якщо тільки її не об'єднували з тією, що лежить на протилежному березі Кучук-Сюрень).
Після приєднання Криму до Російської імперії Таш-Басти уперше з'являється на військовій карті 1842 року, зазначена умовним знаком «менше 5 дворів», як село Дуванкойської волості Сімферопольського повіту Таврійської губернії.
У «Списку населених місць Таврійської губернії за станом на 1864 рік» (за результатами VIII ревізії) в урочищі Таш-Басти записані 10 дворів (як хутори), 70 жителів і мечеть(на карті 1865 року дворів, чомусь 2). У ці роки село перепідпорядкували в знову створену Каралезьку волость, у складі якої село було до радянської адміністративної реформи 1921 року. У «Пам'ятній книзі Таврійської губернії 1889 р.» (складеною за результатами Х ревізії 1887 року) Таш-Басти окремо не згадають, але на детальній карті 1889 року є Таш-Басти з 15 дворами, населеними кримськими татарами і уперше застосована друга назва Кучук-Сюйрень (мабуть, у ревізії села врахували разом, як Кучук-Сюйрень).
Наприкінці XIX століття — початку XX століття землі у благодатній, але малонаселеній долині активно розпродавалися спадкоємцями власника околиць з кінця XVIII століття генерал-майора М. О. Говорову під дачі дрібними ділянками.
Надалі назва села зазнавала часті зміни: на карті 1922 року — Таш-Басти, у 1924 року — Кучук-Сюрень татарський. На 1926 рік, по новому адміністративному діленню, Кучук-Сюрень татарський віднесли до Бахчисарайського району, а саме село було приписане до Биюк-Сюренській сільраді.
А на карті 1938 року позначено просто одне село Кучук-Сюрень. У 1930 році село віднесли до нового Фотисальському району (з 1933 року — Куйбишевський район).
Після звільнення Криму за Постановою ДКО № 5859 від 11 травня 1944 року кримські татари з села були депортовані в Центральну Азію, а в спорожнілі будинки завезли переселенців з Орловської і Брянської областей.
18 травня 1948 року, указом Президії Верховного Совєта РРФСР село Кучук-Сюрень було перейменоване у Велике Садове (статус села був присвоєний пізніше) і відокремлене від правобережної частини, яка стала Малим Садовим.

### Україна
У грудні 1962 року Куйбишевський район скасували і Велике Садове віднесли до Бахчисарайського. На початку XXI століття було прийнято рішення про об'єднання Великого і Малого Садових під назвою Малосадове].

## Населення
Динаміка чисельності населення
- 1964 — 70 чол.
- 1926 — 173 чол. (164 кримських татарина, 9 росіян)
- 1939 — 227 чол.
- 1989 — 386 чол.
- 2001 — 361 чол.

За даними перепису населення 2001 року, у селищі мешкала 361 особа. Мовний склад населення села був таким:
| Мова              | Число ос. | Відсоток |
| ----------------- | --------- | -------- |
| українська        | 43        | 11,91    |
| російська         | 207       | 57,34    |
| кримськотатарська | 108       | 29,92    |
| білоруська        | 2         | 0,55     |